# Bastian Steger
Bastian Steger (ur. 19 marca 1981 w Oberviechtach) – niemiecki tenisista stołowy, dwukrotny brązowy medalista olimpijski (2012 i 2016), medalista mistrzostw świata i mistrzostw Europy. Zawodnik TSV Bad Königshofen.